# Projecte X (pel·lícula de 2012)
Projecte X (títol original en anglès: Project X) és una pel·lícula estatunidenca de 2012 de comèdia adolescent dirigida per Nima Nourizadeh, escrita per Michael Bacall i Matt Drake i produïda per Todd Phillips. Project X ha estat doblada al català.
El títol Project X va ser originalment concebut com un nom temporal, però el títol no es va canviar perquè el secret generat al seu voltant va augmentar l'interès del públic. Amb la finalitat de trobar cares no conegudes en el món de cinema, el càsting es va estendre a tot Estats Units. La majoria dels actors van procedir d'aquest càsting, encara que uns pocs tenien alguns antecedents en el món de l'actuació, com és el cas de Mann. La resta de dels actors provenia d'algun dels múltiples càsting realitzats. La pel·lícula va ser filmada a Los Angeles, Califòrnia durant cinc setmanes amb un pressupost de 12 milions de dòlars. La cinta es presenta com un vídeo casolà des de la perspectiva d'un assistent de la festa amb una càmera per documentar els esdeveniments de la nit.
Project X es va estrenar als Estats Units, Canadà i Regne Unit el 2 de març de 2012, i va recaptar més de 100 milions de dòlars a tot el món durant el seu recorregut pels cinemes. Les crítiques es van centrar en el comportament "repugnant" dels protagonistes i en el menyspreu pels efectes del consum de drogues. Altres ressenyes la van considerar divertida i emocionant, i la van equiparar a una encarnació moderna de la comèdia de 1978 Animal House. Després de l'estrena, es van produir incidents de festes a gran escala que feien referència a la pel·lícula o l'acusaven de ser una inspiració.

## Argument
La pel·lícula segueix a tres amics -Thomas (Thomas Mann), Costa (Oliver Cooper) i J.B. (Jonathan Daniel Brown) - que planegen guanyar popularitat organitzant una festa, un pla que ràpidament s'escapa del seu control. En Pasadena, els estudiants de secundària Costa i J.B. tenen previst organitzar una festa per l'aniversari del seu amic Thomas, amb l'objectiu d'augmentar la seva popularitat. Els pares de Thomas se'n van el cap de setmana i el deixen sol a casa, però l'adverteixen que convidi a massa gent i que no condueixi el Mercedes del seu pare. Thomas es mostra reticent a celebrar la festa a casa seva, però Costa segueix amb el seu pla i contracta a l'estudiant d'audiovisuals Dax perquè faci una crònica amb la càmara dels esdeveniments de la nit. Mentre Costa, J.B. i Dax anuncien la festa per tota l'escola, Thomas convida a la seva millor amiga Kirby, que està enamorada d'ell, i Alexis, una noia popular de la seva escola.
Després de comprar subministraments per a la festa, els nois van a comprar marihuana al traficant de drogues T-Rick. Costa li roba el seu gnom de jardí per utilitzar-lo com a mascota de la festa. Quan se'n van, T-Rick descobreix el robatori i els persegueix, però escapen dins la minifurgoneta del Thomas. Quan cau la nit, l'hora d'inici de la festa passa, però ningú es presenta i al Thomas li preocupa que la festa sigui un fracàs. Tot d'una, els assistents a la festa arriben en massa. Thomas pretén limitar la festa al pati del darrere i a la casa de la piscina amb la casa vigilada per Everett i Tyler, dos joves guàrdies de seguretat contractats per Costa. No obstant això, comencen a arribar més i més persones i la festa s'escapa del seu control i entra a la casa. Thomas interroga Costa sobre com va anunciar la festa, obligant-lo a confessar que la va promocionar per la web d'anuncis Craigslist i per una emissora de ràdio local, ja que li preocupava que ningú hi assistís.
La situació s'agreuja ràpidament i arriba la policia per una queixa per soroll. Els assistents a la festa romanen en silenci, convencent als agents que la festa ja ha acabat. La policia se'n va i la festa es reprèn. El gnom de T-Rick és destrossat, revelant que conté una gran quantitat de pastilles d'èxtasi, que són ràpidament consumides pels assistents a la festa, incloent al Thomas i els seus amics. Thomas fa un petó a Kirby i li diu que l'estima. Mentrestant, Alexis coqueteja amb Thomas durant tota la nit i acaba seduint-lo. Kirby els acaba descobrint quan estan a punt de tenir relacions sexuals i abandona la festa molesta. El soroll i el caos de la festa, que ara s'ha estès per tot el barri, rep cobertura de les notícies televisades amb helicòpters que sobrevolen la casa. Un assisten a la fest nan condueix el Mercedes del pare de Thomas fins enfonsar-lo a la piscina després d'haver estat ficat en un forn per altres assistents a la festa anteriorment.
La policia torna amb reforços, però es veu desbordada i repel·lida pels assistens. Decideixen deixar que la festa acabi de manera natural abans d'intervenir. T-Rick arriba armat amb un llançaflames i cala foc als arbres i als cotxes a la recerca del Costa i per aconseguir el gnom que li havia robat, obligant a tothom a fugir i a acabar la festa. La policia dispara directe a la motxilla del llançaflames i aquest explota. Thomas, Costa, J.B. i Dax fugen amb els altres convidats mentre la casa de Thomas (i la resta de veïnat) queda en flames i l'equip SWAT es desplaça per reprendre el control al barri. Al matí, els nois tornen a les seves respectives cases per descobrir el càstig que els espera. Després del retorn dels seus pares, el pare de Thomas l'elogia per haver aconseguit organitzar la festa perquè pensava que era un perdedor, però utilitza el fons universitari de Thomas per pagar els danys. A l'escola, els nois són aclamats pels alumnes i Thomas es reconcilia sentimentalment amb Kirby.
L'epíleg revela que T-Rick és recuperat amb vida després de l'explosió; Thomas és condemnat per alterar l'ordre públic, contribuir a la delinqüència de menors i incitar a disturbis, mentre que Costa i J.B. són absolts; Costa gràcies al seu costós advocat, mentre que els pares de J.B. convencen el tribunal que és mentalment incapaç i no està capacitat per ser jutjat. No obstant això, Costa està a l'espera dels resultats de tres proves de paternitat diferents d'aquella nit i J.B. es veu obligat a anar en l'autobús curt durant la resta de l'institut. Dax, mentrestant, és investigat per la desaparició dels seus pares. En una entrevista televisiva amb Jillian Reynolds, Costa promet que la seva pròxima festa serà encara millor.

## Repartiment
- Thomas Mann com a Thomas Kub

Mann tenia experiència prèvia com a actor, en el llargmetratge It's Kind of a Funny Story (2010), i li van dir que no podia presentar-se a l'audició de Project X perquè els productors desitjaven contractar només a persones sense crèdits d'actuació. Finalment, Mann va fer set audicions abans d'aconseguir el paper.
- Oliver Cooper com a Costa[3]

La pel·lícula és el debut de Cooper en el llargmetratge. El caràcter confiat de Costa i la seva història de ser traslladat sense voler a l'entorn de la pel·lícula, North Pasadena, des Queens, Nova York, es van desenvolupar a partir de les audicions de Cooper, en què es va considerar que donava la impressió de ser de Nova York, tot i ser originari d'Ohio.
- Jonathan Daniel Brown com a J.B.

La pel·lícula és el debut en llargmetratge de Brown.
- Dax Flame com Dax

Un amic de Costa és contractat per fer la crònica de la festa. Flame es va descobrir a través del seu videoblog personal de YouTube. En descriure el seu personatge, Flame va afirmar: "Com que sosté la càmera, el meu personatge no té gaire temps a la pantalla, però quan ho fa és molt impactant".
- Kirby Bliss Blanton com a Kirby

L'amiga de Thomas, que té un amor no compartit amb ell.
- Brady Hender i Nick Nervies com a Everett i Tyler

Un parell de nens contractats com a seguretat per a la festa de Costa.
- Alexis Knapp com a Alexis

Una noia popular d'institut. El personatge de Knapp requeria que en una part quedés nua, cosa amb la qual inicialment es va sentir incòmoda, declarant: "Vaig tenir molts problemes morals amb això, però ho vaig superar i vaig saber que no és tan revelador. Així que estic alleujada". Knapp va descriure el seu personatge com una gallimarsot, i se li va donar l'oportunitat d'afegir al paper, anar més enllà d'un arquetip de "noia sexy".
El repartiment també inclou: Miles Teller com a jugador universitari Miles; Martin Klebba com a assisten nan; Rick Shapiro com a traficant de drogues T-Rick; Rob Evors com Rob, el veí de Thomas; Caitlin Dulany i Peter Mackenzie com a mare i pare de Thomas respectivament; Nichole Bloom com a noia de JB; i Jesse Marco com a DJ de la festa. La presentadora de televisió Jillian Reynolds i Jimmy Kimmel van aparèixer com a ells mateixos.

## Producció

### Desenvolupament
El productor Todd Phillips va descriure la pel·lícula com un experiment, després que el productor executiu Alex Heineman proporcionés un concepte bàsic, amb l'equip de producció compartint històries de festes memorables a les que havien assistit o de les que havien sentit parlar. El guionista Michael Bacall va desenvolupar aquestes històries en una nit amb l'objectiu de crear la "festa d'institut més grollera de tots els temps". La resta de la història es va concretar en les setmanes següents. A Bacall i Drake se'ls va dir que "es tornessin bojos" amb el guió, encara que Bacall va confessar: "Jo era una nerd (setciències) a l'institut, així que mai vaig fer res semblant al que apareix en la pel·lícula". Bacall va treballar en el guió generalment per les nits, a la vegada que treballava simultàniament en els guions de 21 Jump Street i Scott Pilgrim vs. the World.
Nima Nourizadeh només havia treballat anteriorment en la direcció de vídeos musicals i anuncis publicitaris, però va captar l'atenció dels productors pel seu treball de direcció en una sèrie d'anuncis d'Adidas amb temàtica festiva. Nourizadeh va explicar als productors com volia desenvolupar el guió i com volia que fos la pel·lícula, i finalment el van portar de Londres a Los Angeles, pel que ell creia que serien dues setmanes, però es va allargar a dos anys. Phillips va creure que la interpretació de Nourizadeh era compatible amb la seva visió, el que va influir en la decisió de contractar Nourizadeh en el seu debut en un llargmetratge.
Project X no estava destinat a ser el títol de la pel·lícula, però es va mantenir per aprofitar l'interès generat pel rumorejat secret que envolta el projecte. A més, els productors van decidir no enviar els guions complets a cap membre del repartiment, sinó que només van proporcionar pàgines individuals amb marques d'aigua.

### Càsting
Per crear la impressió que els esdeveniments de el Projecte X havien succeït realment, els productors van decidir no contractar cares conegudes, sinó trobar actors completament nous. Phillips va declarar que l'objectiu de la convocatòria oberta era contractar "actors desconeguts" i a "persones reals de totes les ètnies", que normalment no tindrien l'oportunitat de protagonitzar una pel·lícula. Phillips i el productor Joel Silver van decidir crear una convocatòria de càsting oberta a tot el país, que permetés a qualsevol resident dels Estats Units major de 18 anys fer una prova per al Project X a través d'un lloc web especialment creat per a això. Els actors havien de proporcionar vídeos de si mateixos explicant històries compromeses o divertides, o ballant. No obstant això, se seguia emprant el càsting tradicional per permetre que actors amb pocs crèdits d'actuació professional es presentessin a l'audició. El procés va permetre que els trets dels actors seleccionats s'incorporessin als seus personatges, fins i tot en diversos casos, els seus respectius personatges van prendre els noms dels actors. En escollir els tres protagonistes, la producció va evitar els càstings individuals i, en el seu lloc, va fer que un grup de tres actors realitzés les audicions junts, canviant i afegint diferents actors per veure quin grup funcionava millor junts.
L'elecció dels actors de baix perfil va ajudar a mantenir el pressupost de la producció baix, evitant els grans salaris de les estrelles. Per preparar el paper i crear una amistat creïble entre els protagonistes, Brown, Cooper i Mann van ser enviats junts a Disneyland i van passar un cap de setmana en una cabana a Big Bear City, Califòrnia.

### Filmació
"Project X  es va filmar amb vuit sistemes de càmara diferents. És una pel·lícula POV explicada per la massa de gent que assisteix a la festa, el que li dona un punt de vista totalment únic sobre la situació. També estudiem la millor manera de captar la mida d'aquest esdeveniment i el nivell de destrucció amb els nostres recursos. Per exemple, com podíem fer que uns 200 extres semblessin més de 1.000"
El rodatge va començar el 14 de juny de 2010 a Los Angeles amb un pressupost de 12 milions de dòlars. Es va dur a terme durant vint-i-cinc nits entre les 5 p.m. i 5 a.m. en el Warner Ranch de Burbank, Califòrnia. El set contenia una falsa zona residencial amb diverses cases. La casa de Thomas estava situada just davant de la casa utilitzada pel personatge de Danny Glover, Roger Murtaugh, en la pel·lícula d'acció de 1987 Arma letal, produïda per Silver.
Els productors van decidir filmar en un plató perquè resultaba difícil trobar un barri real que pogués tancar-se de manera efectiva i que permetés filmar durant tota la nit i la matinada. Phillips va explicar que utilitzar un barri real també hauria resultat difícil a causa dels danys causats pel foc requerits per a la pel·lícula. Gran part del plató va ser destruït durant el rodatge. La pel·lícula es va rodar en la seva major part en seqüència cronològica, ja que hauria estat difícil reparar els danys del decorat d'una escena posterior per rodar una anterior. Mann va descriure el rodatge com un "ambient de festa", amb el discjòquei novaiorquès Jesse Marco al plató interpretant música fins i tot quan les càmeres deixaven de rodar per mantenir l'energia dels actors i actrius i els extres. Gran part dels extres van tornar a rodar diverses nits i van seguir festejant entre escenes. Es van grabar preses periòdiques de fins a 20 minuts només amb extres ballant. Durant el rodatge, la policia de Burbank va haver d'acudir a plató per les queixes dels veïns pel soroll.
Project X es va filmar a l'estil cinéma vérité (cinema veritat), mostrant només els esdeveniments de la pel·lícula a través de la vista en primera persona del càmera que observa la festa, per crear l'efecte que l'espectador es troba com si fos a la festa. Nourizadeh va declarar que aquest estil va permetre que la pel·lícula semblés "real" i "mostrés algunes de les realitats del que fan els joves". El cineasta Ken Seng i Nourizadeh van provar dotze sistemes de gravació diferents abans d'escollir la càmera de vídeo digital HD Sony F23, basant la seva decisió en la seva capacitat per gestionar els canvis extrems sobtats d'il·luminació deguts a la llum natural i a les llums estroboscòpics.
La pel·lícula es presenta principalment des de la perspectiva del personatge Dax i la seva càmera, però Nourizadeh també va aconseguir obtenir seqüències proporcionant al repartiment i als extres dispositius de gravació com BlackBerrys i iPhones per enregistrar esdeveniments que tenien lloc fora de la perspectiva o el coneixement del càmera. Això va donar lloc a hores de material inutilitzable que va haver de ser observat per Nourizadeh i el seu equip per trobar segments que poguessin incorporar-se a la pel·lícula final. Nourizadeh va afirmar que "quan tens material real rodat per gent real, llavors se sent com si ho fos. És material trobat. Vaig odiar passar-me 10 hores buscant en trossos de material d'arxiu, la gent no premia l'stop, estava com en les seves butxaques. Però sí, va ser genial, home ". Es van proporcionar altres imatges de càmeres policials i de notícies fictícies per donar una perspectiva diferent dels esdeveniments.

## Banda sonora
El Project X (banda sonora original de la pel·lícula) va ser publicat a iTunes i en CD el 28 de febrer de 2012 per WaterTower Music. L'àlbum inclou 13 temes que apareixen al llarg de la pel·lícula, amb cançons de Kid Cudi, D12, MGK, Nas i Pusha T.

La banda sonora va romandre 18 setmanes al Billboard 200 dels Estats Units, on va arribar al número 12. L'àlbum va aconseguir el número cinc en el Top Digital Albums, el número 1 en el Top Soundtracks i en el Top Independent Albums, i el tres en el Top Rap Albums i el Top R&B/Hip-Hop Albums. També va entrar a la Canadian Albums Chart en el número vuit, a la Swiss Music Charts en el número 73, en la llista d’àlbums francesa en el número 20 i en la llista belga dels 50 àlbums Ultratop en el número 66 a Flandes i al número 29 a Valònia. Als Estats Units, l'àlbum va ser el número 6 en vendes de bandes sonores del 2012, venent aproximadament 217.000 unitats.
| 1.            | «Trouble on My Mind»                      | Pusha T (feat. Tyler, the Creator) | 2:04  |
| 2.            | «Bitch Betta Have My Money»               | AMG                                | 3:16  |
| 3.            | «Tipsy (Club Mix)»                        | J-Kwon                             | 4:03  |
| 4.            | «Candy»                                   | Far East Movement (feat. Pitbull)  | 3:58  |
| 5.            | «Ray Ban Vision»                          | A-Trak                             | 3:35  |
| 6.            | «Le Disko (Boys Noize Fire Mix)»          | Shiny Toy Guns                     | 5:55  |
| 7.            | «Nasty»                                   | Nas                                | 3:04  |
| 8.            | «Pursuit of Happiness (Steve Aoki Remix)» | Kid Cudi                           | 6:13  |
| 9.            | «Heads Will Roll (A-Trak Remix)»          | Yeah Yeah Yeahs                    | 6:23  |
| 10.           | «Pretty Girls (Benny Benassi remix)»      | Wale                               | 4:13  |
| 11.           | «The Next Episode»                        | Dr. Dre & Snoop Dogg               | 2:42  |
| 12.           | «Fight Music»                             | D12                                | 4:21  |
| 13.           | «Wild Boy (Ricky Luna Remix)»             | Machine Gun Kelly                  | 4:08  |
| Durada total: | Durada total:                             | Durada total:                      | 53:55 |

| 1.  | «We Want Some Pussy»                      | 2 Live Crew                          | 2:47 |
| 2.  | «Trouble on My Mind»                      | Pusha T featuring Tyler, the Creator | 2:04 |
| 3.  | «Bitch Betta Have My Money»               | AMG                                  | 3:16 |
| 4.  | «Psychic City (Clasixx Remix)»            | Yacht                                |      |
| 5.  | «Tipsy (Club Mix)»                        | J-Kwon                               | 4:03 |
| 6.  | «Candy»                                   | Far East Movement featuring Pitbull  | 3:58 |
| 7.  | «Blow Up»                                 | J. Cole                              | 5:04 |
| 8.  | «Ray Ban Vision»                          | A-Trak                               | 3:35 |
| 9.  | «Le Disko (Boys Noize Fire Mix)»          | Shiny Toy Guns                       | 5:55 |
| 10. | «Nasty»                                   | Nas                                  | 3:04 |
| 11. | «Pursuit of Happiness (Steve Aoki Remix)» | Kid Cudi                             | 6:13 |
| 12. | «Heads Will Roll (A-Trak Remix)»          | Yeah Yeah Yeahs                      | 6:23 |
| 13. | «Despicable Dogs (Washed Out Remix)»      | Small Black                          | 4:10 |

## Publicació
Project X es va estrenar a nivell internacional el 29 de febrer de 2012 al Grauman's Chinese Theatre de Hollywood, seguit d’una festa posterior amb les actuacions de Kid Cudi, Tyler, The Creator i The Hundred in the Hands. Els convidats a la festa van ser rebuts per un cotxe patrulla del Departament de Policia de Los Angeles i un porter que els va advertir que no es traguessin la roba.
L'estrena de la pel·lícula estava prevista per al novembre de 2011, però a l'agost d'aquell mateix any la data es va retardar quatre mesos, fins al març de 2012. La pel·lícula es va estrenar per primera vegada l'1 de març de 2012 a Austràlia, seguida el 2 de març de 2012 als Estats Units i el Canadà.

### Reconeixements
Cooper va ser nominat a dos premis MTV Movie Awards de 2012 a la Millor Interpretació Còmica i Millor On-Screen Dirtbag, i la pel·lícula va rebre una nominació a la Millor Música pel remix de Steve Aoki de la cançó Pursuit of Happiness de Kid Cudi. Project X va ser catalogada com la pel·lícula número 1 més descarregada il·legalment de 2012 a BitTorrent amb aproximadament 8,7 milions de descàrregues.
| Any  | Premi            | Categoria                   | Destinatari                                              | Resultat | Ref.          |
| ---- | ---------------- | --------------------------- | -------------------------------------------------------- | -------- | ------------- |
| 2012 | MTV Movie Awards | Millor interpretació còmica | Oliver Cooper                                            | Nominat  | [ 30 ] [ 32 ] |
| 2012 | MTV Movie Awards | Millor Dirtbag en pantalla  | Oliver Cooper                                            | Nominat  | [ 30 ] [ 32 ] |
| 2012 | MTV Movie Awards | Millor música               | "Pursuit of Happiness" de Kid Cudi (remix de Steve Aoki) | Nominat  | [ 30 ] [ 32 ] |

## Impacte

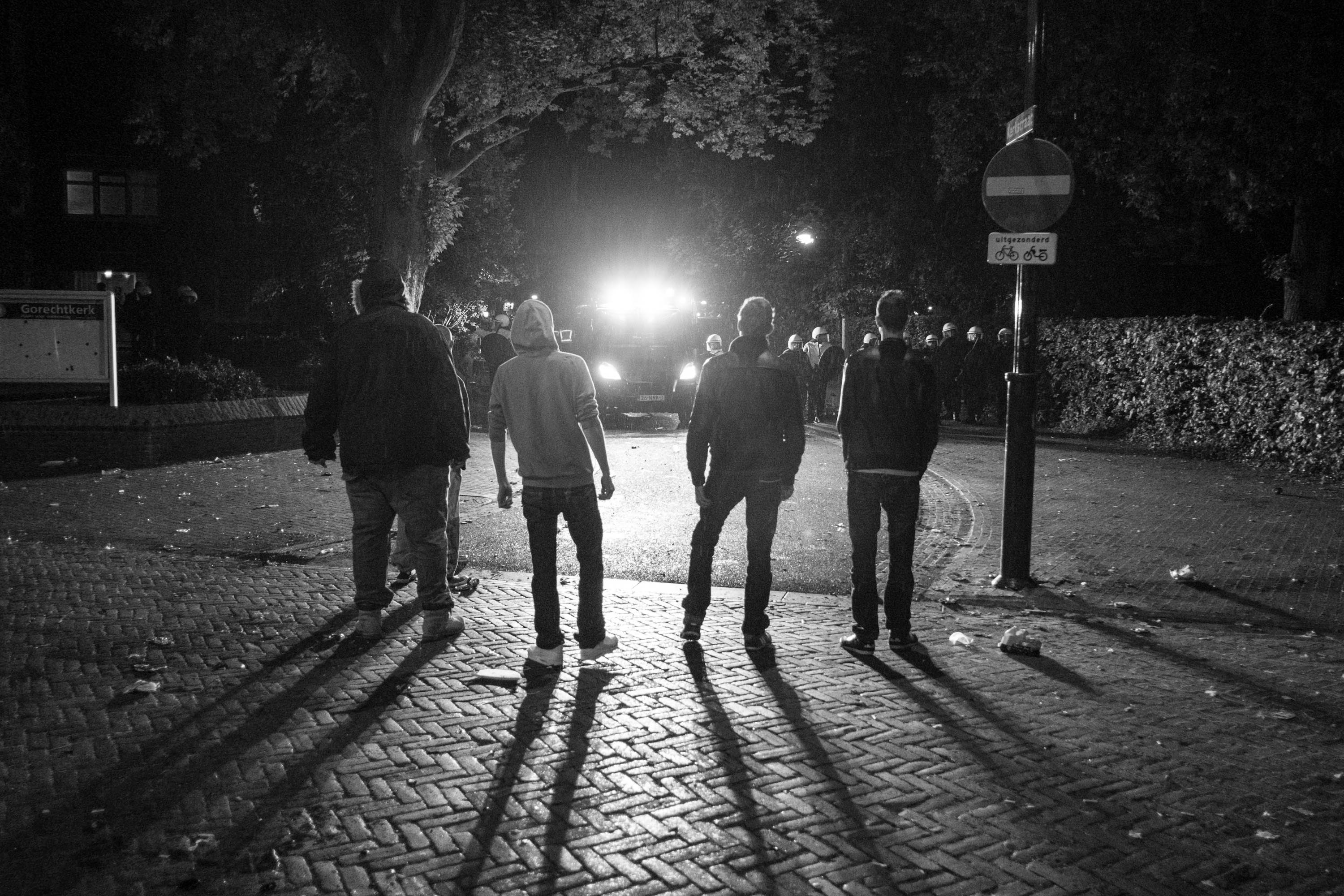
Joves davant de la policia a Haren, Països Baixos, durant una festa inspirada en el Project X el 2012, anomenada Projecte X Haren.

Després de l'estrena de Project X, moltes festes es van inspirar en la pel·lícula.
El 9 de març de 2012, el "Projecte M" es va convertir en el primer esdeveniment que va captar l'atenció dels mitjans de comunicació després que un estudiant de secundària de Farmington Hills (Michigan), Mikey Vasovski, publiqués una invitació a una festa a Twitter, que posteriorment es va transmetre a milers d'usuaris, fins al punt que el missatge va arribar a ser enviat un cop per segon, i es va publicar a la pàgina web d'anuncis Craigslist. Vasovski va batejar la festa com "Projecte M", i la invitació contenia la direcció d'una casa embargada on se celebraria la festa. A les 9 del matí del 9 de març, els possibles assistents a la festa van començar a arribar al lloc, però a les 11 del matí la festa s'havia cancel·lat oficialment després que la policia comencés a expulsar a la gent del lloc. Gràcies al seu treball de promoció, Vasovski va rebre una oferta de pràctiques d'estiu a Gawker Media.
El 13 de març de 2012, es van intentar realitzar dues festes diferents a Miramar (Florida) i Houston (Texas). A Miramar, es va convidar la gent a una casa embargada per recrear la pel·lícula com a "Project X House Party 2". El promotor va ser detingut i acusat amb una denúncia de 19.000 dòlars per danys penals abans que la festa hagués començat. La policia va afirmar haver desallotjat a 2.000 adolescents que es van acostar a la propietat sense saber de la cancel·lació de la festa. A Houston, 13 adolescents van ser detinguts després d'organitzar una festa amb èxit i causar fins a 100.000 dòlars de danys en una casa buida. Quan la policia va interrogar els adolescents sobre la seva motivació, van afirmar haver-se inspirat en la pel·lícula. Una segona festa a Houston va atreure a entre 500 i 1.000 convidats, però es va saldar amb la mort d'una persona després que un assistent comencés a disparar una arma quan la policia va intentar dissoldre l'esdeveniment.
El 21 de setembre de 2012, una festa a la petita ciutat holandesa de Haren va sortir de control després d'una invitació al Facebook. Les notícies indicaven que "hi havia múltiples mencions a una pel·lícula nord-americana anomenada Project X", i que alguns assistens portaven samarretes que posaven "Projecte X Haren". Els danys es van estimar en més d'un milió d'euros (1,32 milions de dòlars).
El 2012, es va celebrar una festa anomenada Proyecto X ("Projecte X" en castellà)en el Partit de Pilar de la província de Buenos Aires, Argentina. L'esdeveniment va reunir a 4.500 adolescents als quals se'ls va vendre alcohol.
En 2014, es va organitzar una festa anomenada "Project P" al comtat de Mecosta, Michigan, que va atreure a més de 2.000 persones a una granja aïllada. Van haver-hi ballarines go-go, strippers, un llançador de foc i dos DJ contractats per a la festa. Desenes de participants van ser traslladats a hospitals de la zona després de patir una sobredosi de drogues (sobretot d'heroïna) i alcohol, i fins i tot es va denunciar una agressió sexual. La policia de set comptars diferents que va acudir va optar per controlar la situació des del perímetre davant del risc que centenars de intoxicats fugissin del lloc. Tres presumptes organitzadors de la rave van ser acusats formalment.
El 16 d'agost de 2014 a Mèxic, a l'estat de Jalisco, a la ciutat de Zapopan una festa anomenada La Fiesta de los 4 mil va sortir de control després que un jove anomenat Alejandro Chassin Godoy fes un esdeveniment a Facebook. La festa es va celebrar el dia del seu aniversari. Pocs dies després d'aquesta, es va saber que havien assistit 6.799 persones. Van haver-hi 6 ferits i 281 detinguts. La majoria dels convidats eren joves adolescents. Segons la Policia de Guadalajara, els convidats tenien armes i es van confiscar 462 grams de marihuana a la festa. Chass va ser multat amb 2.800 pesos pels danys causats a la festa.

## Possible seqüela
El 6 de març de 2012, quatre dies després de la seva estrena, Warner Bros va anunciar una seqüela, amb Bacall tornant a escriure el guió. El 19 de maig de 2015, l'estudi va anunciar oficialment que la seqüela es titularia Projecte XX i que inicialment estava previst la seva estrena per al 19 d'agost de 2016, però mai es va confirmar oficialment.

### Documents
- «Project X». Web oficial de Project X.  Warner Bros.. Arxivat de l'original el 5 ago 2012. [Consulta: 5 març 2012].